# Karaté aux Jeux européens de 2019
Navigation
Édition précédente Édition suivante
Les épreuves de karaté aux Jeux européens de 2019 se déroulent  organisée à la Tchyjowka-Arena de Minsk, en Biélorussie. Les douze épreuves au programme sont disputées les 29 et 30 juin 2019. Il s'agit de deux épreuves de kata et de dix de kumite.

## Médaillés

### Hommes
| Épreuve | Or               | Argent              | Bronze                                |
| ------- | ---------------- | ------------------- | ------------------------------------- |
| 60 kg   | Kalvis Kalnins   | Firdovsi Farzaliyev | Angelo Crescenzo Evgeny Plakhutin     |
| 67 kg   | Luca Maresca     | Mario Hodzic        | Artsiom Krautsou Yves Martial Tadissi |
| 75 kg   | Stanislav Horuna | Rafael Ağayev       | Gabor Harspataki Pavel Artamonov      |
| 84 kg   | Ivan Kvesic      | Uğur Aktaş          | Michele Martina Valerii Chobotar      |
| + 84 kg | Asiman Gurbanli  | Andjelo Kvesic      | Jonathan Horne Gogita Arkania         |
| Kata    | Damián Quintero  | Ali Sofuoğlu        | Roman Heydarov Mattia Busato          |

### Femmes
| Épreuve | Or              | Argent             | Bronze                                 |
| ------- | --------------- | ------------------ | -------------------------------------- |
| 50 kg   | Bettina Plank   | Serap Özçelik      | Mariya Koulinkovitch Sophia Bouderbane |
| 55 kg   | Ivet Goranova   | Anzhelika Terliuga | Jana Bitsch Jennifer Warling           |
| 61 kg   | Anita Serogina  | Tjasa Ristic       | Merve Çoban Gwendoline Philippe        |
| 68 kg   | Silvia Semeraro | Iryna Zaretska     | Halyna Melnyk Elena Quirici            |
| + 68 kg | Laura Palacio   | Meltem Hocaoğlu    | Titta Keinanen Eléni Chatziliádou      |
| Kata    | Sandra Sánchez  | Viviana Bottaro    | Patricia Esparteiro Dilara Eltemur     |

## Tableau des médailles
| Rang  | Nation      | Or | Argent | Bronze | Total |
| ----- | ----------- | -- | ------ | ------ | ----- |
| 1     | Espagne     | 3  | 0      | 0      | 3     |
| 2     | Italie      | 2  | 1      | 3      | 6     |
| 3     | Ukraine     | 2  | 1      | 2      | 5     |
| 4     | Azerbaïdjan | 1  | 3      | 1      | 5     |
| 5     | Croatie     | 1  | 1      | 0      | 2     |
| 6     | Autriche    | 1  | 0      | 0      | 1     |
| 6     | Bulgarie    | 1  | 0      | 0      | 1     |
| 6     | Lettonie    | 1  | 0      | 0      | 1     |
| 9     | Turquie     | 0  | 4      | 2      | 6     |
| 10    | Monténégro  | 0  | 1      | 0      | 1     |
| 10    | Slovénie    | 0  | 1      | 0      | 1     |
| 12    | Allemagne   | 0  | 0      | 2      | 2     |
| 12    | Biélorussie | 0  | 0      | 2      | 2     |
| 12    | France      | 0  | 0      | 2      | 2     |
| 12    | Hongrie     | 0  | 0      | 2      | 2     |
| 16    | Estonie     | 0  | 0      | 1      | 1     |
| 16    | Finlande    | 0  | 0      | 1      | 1     |
| 16    | Géorgie     | 0  | 0      | 1      | 1     |
| 16    | Luxembourg  | 0  | 0      | 1      | 1     |
| 16    | Portugal    | 0  | 0      | 1      | 1     |
| 16    | Russie      | 0  | 0      | 1      | 1     |
| 16    | Suisse      | 0  | 0      | 1      | 1     |
| Total | Total       | 12 | 12     | 24     | 48    |